# Чаунский (метеорит)
Ча́унский метеорит — железо-каменный метеорит массой около 2 кг, обнаруженный на территории Чаунского района Чукотского автономного округа.
Является самым северным из найденных метеоритов на территории России.

## Находка
Обнаружен 10 июня 1985 года при промывке золотоносного песка на глубине около 10 м рабочим Комсомольского горно-обогатительного комбината М. Осауленко.

## Характеристика
Относится к типу мезосидеритов, химически и структурно аномальный. Внешне похож на большое чуть сплюснутое яйцо. Земной возраст метеорита (промежуток времени, прошедший с момента падения на Землю до наших дней) составляет 30 тысяч лет. Уникальность находки заключается в том, что небесное тело, пролежав в песке, не подверглось окислению.

## Источник
- Лаборатория метеоритики